# 仙台市立福岡小学校
仙台市立福岡小学校（せんだいしりつ ふくおかしょうがっこう）は、宮城県仙台市泉区福岡字堰添にある公立小学校である。

## 概要
仙台市の北西部に位置し、泉ヶ岳の麓に広がる田園地帯である。

## 沿革
- 1873年（明治6年）7月15日 - 第18番福岡小学校として開校
- 1886年（明治19年） - 福岡尋常小学校に改称
- 1941年（昭和16年） - 福岡国民学校に改称
- 1947年（昭和22年） - 根白石村立福岡小学校に改称
- 1955年（昭和30年） - 泉村立福岡小学校に改称
- 1957年（昭和32年） - 泉町立福岡小学校に改称
- 1971年（昭和46年） - 泉市立福岡小学校に改称
- 1988年（昭和63年）3月1日 -  現在の仙台市立福岡小学校に改称

## 学区
- 福岡、朴沢の大部分[3]

## 卒業後
- 児童のほとんどが根白石中学校へ進学する。